# 각시취
각시취(Saussurea pulchella)는 국화과의 두해살이풀이다.

## 이름
신부의 상징색이 붉은 계열이다 보니, 각시취의 짙은 분홍·자주·보랏빛 예쁜 꽃을 보고 각시를 붙였다는 추측을 할 수 있다. 흔히 ‘각시’는 각시수련, 각시붓꽃, 각시원추리 등의 쓰임을 볼 때 작고 연약하고 예쁜 풀꽃에 붙이는데, 각시취는 키도 크고 튼튼해 보이는 점이 좀 다르다. ‘취’는 나물을 뜻하는데, ‘채’(菜)에서 변형된 것으로 보기도 한다. 학명 역시 아름다운 또는 귀여운 취라는 뜻이다. 잎에 털이 있어서 참솜나물이라는 별명도 있으며, 구화풍모국, 미미풍모국, 각씨취, 나래취라고도 부른다.

## 분포
한국·일본·중국 북동부·동시베리아·사할린 등지에 퍼져 있으며, 산지의 양지바른 풀밭에서 산다.

## 생태
줄기 높이는 30~150cm로 곧게 자라며 잔털이 있다. 뿌리에 달린 잎과 밑동의 잎은 꽃이 필 때까지 남아 있거나 없어진다. 잎자루가 길다. 줄기에 달린 잎은 길이가 15cm 정도로 긴 타원형이며 깃꼴로 6~10쌍씩 갈라진다. 양면에 털이 나고, 뒷면에는 액이 나오는 점이 있다.
8~10월에 줄기와 가지 끝에 자주색 꽃이 피는데, 총포는 지름 10mm 정도로 둥글고, 총포조각 앞쪽은 막질로 담홍색 부속체가 있다. 화관의 길이는 11~13mm이며, 산방상이다.
열매는 10~11월경에 달리고 자줏빛이 돌며 길이가 0.7~0.8cm 정도 되는 갓털이 두줄로 있다. 수과로 길이 3.5~4.5mm이고 자주색이 돈다.

### 비슷한 식물
비슷한 풀로 흰색 꽃이 피는 흰각시취(Saussurea pulchella for. albiflora), 원줄기에 날개가 없고 잎이 깃꼴로 갈라지는 가는각시취(Saussurea pulchella for. lineariloba)가 있다.

## 쓰임새
참취, 수리취, 분취처럼 어린잎을 나물로 먹는다. 약으로도 쓰이는데 식물체 전체를 말려 관절염, 설사, 타박상 등에 처방한다. 기다란 줄기, 아름다운 꽃색, 긴 개화 기간을 감안하면 관상용 식물로도 유망하다.
지상부를 ‘미화풍모국’(美花風毛菊)이라 부르며, 약으로 쓴다. 성미는 쓰고(苦), 매우며(辛), 차다(寒). 통증을 그치게 하고, 설사를 멈추게 하며 열을 내리는 데 효능이 있다.

## 관리 및 번식법
관리법 : 토양이 비옥한 화단에 심는다. 물은 2~3일 간격으로 준다.
번식법 : 11월에 받은 종자를 이듬해 봄 화단에 뿌린다.